# I. Aenys Targaryen
I. Aenys Targaryen az Andalok, Rhoyne és az Elsők Királya, a Hét Királyság Ura és a Birodalom védelmezője. Szereplő George R. R. Martin amerikai író A tűz és jég dala című fantasy regénysorozatában. Aenys volt a Targaryen dinasztia második királya.

## Története a könyvekben

### Karakterleírás
Születésekor gyenge, betegeskedő csecsemő volt, és ilyen is maradt egész ifjúkorában. Kapott egy fiatal sárkányt, amit Fürgének nevezett el, ahogy a sárkány növekedett, úgy erősödött Aenys is. Félkánon szerint felnőttként Aenys olyan magas volt, mint apja, ugyanakkor karcsú és jóvágású. Ujjai hosszúak és karcsúak voltak. Lila szeme volt, göndör haja, amely gyűrűkben omlott a vállára. Szakállt és bajuszt is viselt.
A legfinomabb selymet, brokátot, bársonyt viselte. Jószívű, udvarias és elbűvölő volt, okos, de nem tudálékos, arra törekedett, hogy mindenkinek örömöt szerezzen, a nehézségekre halk szavakkal válaszolt. Minden egyes döntését izgatott habozás előzte meg, mert mindig attól félt, hogy valamelyik félnek csalódást okoz. Könnyen barátkozott és megbízott másokban, hagyta magát könnyen befolyásolni. Álmodozó volt, és élvezte a zenét és a táncot, annyira hogy a kocaalkimista, a dalnokok és bábjátékosok pártfogója volt. Maga is jó énekes volt, "erős és édes hangja" volt. A származásuktól függetlenül a fiatal lányok bolondultak utána.
Mesterei szerint kötelességtudó volt, és bátorságban sem szenvedett hiányt. Elfogadható harcosnak számított, de hiányzott belőle atyja, Hódító Aegon ereje. Nem vonzotta a lovagi kiképzések, helyette inkább a mesterek és a septonok társaságát részesítette előnyben, és az alkímiával, asztronómiával,és  asztrológiával foglalkozott. Szeretett lovagolni, de sárkányán Fürgén érezte igazán jól magát.

### Fiatal évei
H. u. 7-ben Sárkánykőn született I. Aegon Targaryen és Rhaenys Targaryen királyné gyermekeként. Születésekor apró és beteges volt és állandóan sírt. Nem volt hajlandó a szoptatódajkáktól szopni, csak édesanyja melléből. Annyira nem hasonlított Aegonra, hogy néhányan azt pletykálták, hogy talán nem is a király a valódi apja, hanem Rhaenys királyné valamelyik dalnoka vagy csepűrágó gyermeke. Hároméves volt, mikor édesanyját és sárkányát, Meraxes meghalt Dorne-ban. Anyja halála után a herceg vigasztalhatatlanná vált. Nem evett, kúszni kezdett a földön, mintha újra egyéves lenne, de amikor megkapta a Sárkánykőn kikelt fiatal sárkányát, Fürgét, akkor állapota gyorsan javult és a sárkánnyal együtt erősödött meg. A pletykák, miszerint ő nem Aegon fia, ekkor véget értek.
Ötéves volt amikor féltestvére  Maegor megszületett. Sosem álltak közel egymáshoz, mivel Aenys apjával tartott szinte mindenhova, míg Maegor Visenya királyné oldalán maradt Sárkánykőn. Lovagi tudományokra többnyire a Királyi Testőrség tagjai, és néha maga a király tanította, aki időnként hagyta edzeni Blackfyrrel. 
H. u. 22-ben feleségül vette unokatestvérét, Alyssa Velaryon úrnőt. Hat gyermekük született: három fiú (Aegon, Viserys és Jaehaerys), valamint három lányuk (Rhaena ,Alysanne és Vaella). A házasság boldog és termékeny volt. 
H. u. 23-ban apjával ellátogatott a békekötés tizedik évfordulóján Napdárdába egy lakomára. H. u. 33-ban apja hatvanadik neve napját követően a királyi látogatásokat már ő és felesége vette át. H. u. 37-ben Égikertben tartózkodott, amikor hírét vette, hogy Sárkánykőn Aegon szélütésben meghalt. Felszállt sárkányára és gyorsan visszarepült apja temetésére és hogy átvegye a koronáját. Gawen nagymester nagy ceremónia keretében koronázta királlyá a Vörös Toronyban az építkezés közepette, de nem Aegon valyriai acélból készült diadém koronájával, hanem egy díszes aranykoronával. A gyászszertartást követően Maegor herceg is letérdelt előtte és meghajtotta fejét, majd Aenys azt mondta neki, hogy „Fivérem, soha többé nem kell letérdelned előttem. Együtt fogjuk uralni ezt a birodalmat, te meg én.” Ezután átadta atyja kardját, Blackfyre-t a testvérének, hogy forgassa az ő szolgálatában. Úgy gondolta, hogy öccse méltóbb a híres penge viselésére. Kíséretével Királyvárra hajózott, ahol a Aegonvár törmeléke között a Vörös Torony alapzata helyén elfoglalta a Vastrónt. Ezrek éljenezték az apja székhelyét elfoglaló új királyt. Ezután Óvárosba indult, hogy elnyerje a fősepton áldását. 

### Uralkodása
A Csillagszentélyben a fősepton felkente Aenys Targaryent, és a Hét arcait jáde- meg gyöngyberakásokkal ábrázoló aranykoronát helyezett a fejére. Ennek ellenére gyorsan megkérdőjelezték alkalmasságát a Vastrónra. Az özvegy királyné, Visenya azt állította, hogy amikor Blackfyre-t Maegornak adta, azzal Aenys elismerte, hogy Maegor bír csak kellő erővel az uralkodáshoz. Uralkodásának első évében négy lázadás történt az egész birodalomban. Az első ezek közül a törvényen kívüli bandita, Vörös Harren volt, aki azt állította, hogy ő Fekete Harren unokája. Harren és emberei elfoglaltál Harrenhalt és megölték Lord Gargon Qoheryst. A Vas-szigeteken egy magát a kétszer megfúlt Lodos, a Vízbe Fúlt Isten fiának valló férfi követőket kezdett gyűjteni. Dorne-ban a Keselyűkirálynak nevező trónkövetelő bukkant fel, és felszólított minden igaz dorne-it, hogy szembeszálljon a Targaryenekkel. A Völgyben Ronnel Arryn nagyúr öccse, Jonos letaszította és bebörtönözte testvérét, majd a Hegy és Völgy királyának kiáltotta ki magát.
Aenys meg volt győződve arról, hogy a köznép szereti őt, és nem értette, miért érzik úgy az emberek, hogy fellázadjanak ellene. Futárokat akart a lázadókhoz küldeni, hogy megtudja cselekedeteik okát. Miközben a király habozott, nem tudta eldönteni hogy hogyan kezelje a legjobban a lázadókat, addig néhány nagyúr saját kezébe vette a dolgokat. A Völgyben Lord Allard Royce negyven hűséges zászlóhordozót gyűjtött össze, és Sasfészek ellen vonult, ahol visszaszorította a lázadó Jonos Arrynt és támogatóit. Ennek eredményeképpen Jonos Arryn a Holdkapun keresztül küldte le bátyját Ronnel Arrynt. Maegor herceg Balerion, a Fekete Iszonyat hátán ezt követően érkezett meg és kötél általi halált mért a lázadókra. A Vas-szigeteken Goren Greyjoy száz hosszúhajóval indult meg a trónkövetelő Lodos „király” hívei ellen Ó-Wykre és Nagy-Wykre, és ezrével hányta kardélre a lázadókat. Lodos sós lében áztatott fejét elküldte Aenys királynak. A legnagyobb és legveszélyesebb lázadás a Keselyűkirály felkelése volt a dorne-i határvidéken. Deria Martell hercegnő erről a zendülésről tudomást sem vett, bár biztosította Aenyst afelől, hogy a Martellek csak békére vágynak, és minden tőlük telhetőt megtesznek, hogy leverjék a felkelést. A Keselyűkirály felkelését végül Orys Baratheon, Sam Tarly és a dorne-i határvidék serege győzte le. A legelső felkelő Vörös Harren tartott ki legtovább. A király Segítője, Alyn Stokeworth indult meg Harren ellen és győzte le seregével. Harren végzet Alyn nagyúrral, mielőtt annak fegyverhordozója, Bernarr Brune végzett vele, az utolsó lázadóval.
A béke helyreállítását követően, a király köszönetet mondott a főuraknak és vitézeinek, akik leverték a lázadókat és a trón ellenségeit. A hálás Aenys király lovaggá ütötte Brune-t. Davos Baratheont, Samwell Tarlyt, Orratlan Dondarriont, Ellyn Caront, Allard Royce-ot és Goren Greyjoyt arannyal meg tisztségekkel halmozta el, ám a legnagyobb megtiszteltetésben testvérét részesítette. Maegor herceget kinevezte a Segítőjévé. Goren Greyjoynak megadta a szívességet amit ígért. Goren elűzte a szigetekről a térítő septonokat és septákat, valamint a Hét Hitét, a Hit nagy haragjára.
Maegor és Aenys két évig együtt uralkodtak a birodalom felett, majd miután megszületett Vaella, akkor Maegor megelégelte, hogy neki nincsen gyermeke. Maegor kijelentette, hogy felesége Ceryse Hightower meddő, titokban egybekelt egy második feleséggel is, a Harroway-házi Alysszal. Ezzel akkora közfelháborodást váltott ki, hogy végül Aenys arra kényszerült, hogy száműzze fivérét. Első feleségének atyja, Manfred Hightower a királynál tiltakozott, a Csillagszentélyben a fősepton is hangot adott nem tetszésének. H. u. 40-ben Maegor és Alys úrnő Pentosba ment Balerion és Blackfyre társaságában. A király kérte testvérét, hogy adja vissza Blackfyre-t, de a herceg nem teljesítette kérését. A Hit megnyugtatása érdekében Aenys Murmison septont nevezte ki új Segítőjének, de ő sem tudott rendet tenni, az urak a birodalomban a király gyengeségéről kezdtek el beszélni. A király nem vett tudomást az elégedetlenségről. 
H. u. 41-ben Aenys bejelentette, hogy összeházasítja legidősebb lányát, Rhaena hercegnő és fiát, aki egyben a Vastrón örököse, Aegonnal. A bejelentésére adott negatív reakciók meglepték a királyt. A Csillagszentélyben a fősepton durva szavakkal ítélte el a frigyet. Közismerten döntésképtelen volt a király, de a
Hit haragjával szemben hajthatatlannak bizonyult. A esküvő napján az Emlékezés Szentélyénél a Harcos fiai az összes érkező nevét lejegyezték. A lakomán Aenys folytatta rossz döntései sorát, és örökösének a Sárkánykő hercege címet adományozta, bár ezt a titulust Maegor herceg birtokolta. Visenya királyné tiltakozásul az uralkodó engedélye nélkül állt fel és hagyta el a termet, és aznap éjjel Vhagar hátán visszarepült Sárkánykőre.
Aenys úgy döntött, hogy a herceg és a hercegnő királyi menetben járják végig Westerost, hogy elnyerjék az emberek szeretetét, mint mikor őt fiatalon mindenhol éljenezte a tömegek. Elutasította Rhaena hercegnő kérését, hogy Dreamfyre is a menettel tarthasson. Félt attól, hogy Aegon az urak és a köznép nyámnyilának tartaná, ha feleségét
sárkány-, őt pedig lóháton látnák, mivel a hercegnek még nem volt saját sárkánya. Aenys borzalmasan rosszul ítélte meg a királyság hangulatát, Aegont és Rhaenát útjuk első napjától kezdve a Hithűek tömeges tiltakozása kísérte, bárhol is voltak épp. A tiltott szertartást levezető Murmison septont kiközösítették a Hitből, erre maga Aenys király írt levelet a főseptonnak, amiben Segítője visszafogadását kérte és a testvérházasságok ősi valyriai
hagyományát magyarázta el. A fősepton „Szörnyűséges királynak” titulálta Aenyst, a királyi címre méltatlan zsarnoknak nyilvánította, akinek semmi joga a Hét királyság fölött uralkodni. A Szegény Emberek fegyvert ragadtak, és két héttel később miszlikbe aprították Murmisont.
A Harcos fiai elkezdték megerősíteni Rhaenys dombját, és az Emlékezés Szentélyét olyan várrá alakították át, mely képes ellenállni a királynak. Aenys úgy döntött, hogy Sárkánykőre menekül a családjával. Három nappal döntése előtt két Szegény testvér mászta át a királyi rezidencia falát, és betörtek a király hálószobájába, ahol csak a Királyi Testőrség tudta megmenteni Aenyst a dicstelen haláltól. Visenya azt tanácsolta neki, hogy sárkányával a Csillagszentélyt és az Emlékezés Szentélyét fojtsa tűzbe és vérbe. A király azonban hallani sem akart erről, ismét döntésképtelen maradt. H. u. 41 végére a birodalom nagy része nyíltan fellázadt a Targaryen-ház ellen és a király lebetegedett. Ezernyi Szegény testvér szállta meg az utakat, fenyegetve és megölve a király bármely támogatóját, miközben több lord is fegyvert fogott a Vastrón ellen.
Gawen nagymester arról számolt be, hogy a harmincöt esztendős király hatvanötnek tűnt. A nagymester egyik gyógymódja sem bizonyult hatásosnak majd Visenya özvegy királyné vette gondjaiba az uralkodót. Egy ideig úgy tűnt, hogy az állapota javulásnak indul, de hirtelenjében rosszra fordult, amikor megtudta hogy fia és lánya ostrom alá került Résvár erődítményében, ahol menedéket kerestek, mikor az éves körútjukat félbeszakította a trón elleni felkelés.

### Halála
H. u. 42-ben harmincöt évesen és ötévnyi uralkodás után meghalt. Sárkánykő udvarában hamvasztották el, híven a régi valyrok szokásához. Özvegye, Alyssa Velaryon királyné gyászdalt énekelt, és a máglyát Fürge gyújtotta meg. Később azt suttogták, hogy Visenya volt a felelős Aenys hirtelen haláláért. Aenys legidősebb fiának, Aegon hercegnek kellett volna trónra lépnie, de Visenya Aenys halála utáni cselekedetei miatt a trónt elbitorolta Maegor.